# Dottore in diritto canonico
Doctor of Canon Law, dottore in diritto canonico (latino: Juris Canonici Doctor, abbreviato J.C.D.) è il più elevato grado accademico di dottorato del ciclo di studi in diritto canonico della Chiesa cattolica.

## Il titolo accademico
Può anche essere abbreviato I.C.D. o dr.iur.can. (Iuris Canonici Doctor), ICDr., D.C.L., D.Cnl., D.D.C., o D.Can.L. (Doctor of Canon Law). Dottore in entrambi i diritti (cioè canonico e civile) sono J.U.D. (Juris Utriusque Doctor), o U.J.D. (Utriusque Juris Doctor).
Un dottorato in diritto canonico richiede di solito almeno due anni di studio supplementare e lo sviluppo e la dissertazione di una tesi originale che contribuisca allo sviluppo del diritto canonico, dopo aver conseguito il diploma di licenza in diritto canonico. Solo università pontificie e le facoltà ecclesiastiche di diritto canonico possono concedere il dottorato o la licenza in diritto canonico.
La licenza in diritto canonico è una laurea triennale; il presupposto per l'accesso a tale corso di studio è di norma il laureato a livello Baccellierato canonico in teologia (S.T.B.), un Master of divinity (M.Div.), un Master of Arts in teologia cattolica (M.A.), o in possesso di una laurea in giurisprudenza civile (J.D. o LL.B.) e un bachelor degree in diritto canonico (J.C.B.) o i suoi equivalenti relativi.
Pur non essendo una laurea civile in legge, il doctor of canon law è in qualche modo paragonabile al Doctor of Juridical Science - dottore in scienze giuridiche - (J.S.D.) o doctor of laws - dottore in legge - (LL.D.) in termini di titolo accademico di studio, così come sono gradi accademici terminali.
I membri del Supremo tribunale della Segnatura apostolica, del collegio del Tribunale della Rota Romana, vicari giudiziali, Judex Ecclesiasticus, Defensor Matrimonii e promotore di giustizia, devono essere in possesso o di un dottorato o una Licenza in diritto canonico. Uno dei due titoli di studio è consigliato per coloro che servono come vicario generale o vicario episcopale in una diocesi. I candidati per la nomina a vescovo devono possedere la laurea in diritto canonico o il dottorato in sacra teologia, ovvero essere veramente esperti in uno di questi campi. Gli Avvocati canonici devono essere in possesso del dottorato o essere veramente esperti.
La Chiesa cattolica ha il più antico sistema omogeneo giuridico nel mondo e continuamente utilizzato. In seguito alla riforma gregoriana focalizzata sul diritto canonico, i vescovi hanno formato scuole nelle cattedrali per la formazione del clero in diritto canonico. Di conseguenza, molte delle Università medievali d'Europa hanno fondato facoltà di diritto canonico (ad esempio, Cambridge e Oxford). Dalla Riforma protestante, però, si sono limitate a quelle università che hanno conservato facoltà cattoliche (ad esempio, 
Pontificia Università Lateranense, Pontificia università "San Tommaso d'Aquino" di Roma, Pontificia Università Gregoriana di Roma, l'Università cattolica di Lovanio, Facoltà di Diritto Canonico "S. Pio X" a Venezia). In seguito ad altre università cattoliche con facoltà ecclesiastiche in diritto canonico è stata data la possibilità di concedere il titolo (es., Università Cattolica d'America di Washington, University of Saint Paul federata all'Università di Ottawa). All'Università di Santo Tomás a Manila, Filippine, è stata concessa l'assegnazione del titolo dal 1734.

## Famosi dottori in diritto canonico
- Lorenzo Antonetti, presidente emerito dell'Amministrazione del patrimonio della Sede Apostolica
- Antonio Arregui Yarza, arcivescovo metropolita di Guayaquil (Ecuador): conseguito un dottorato in diritto canonico alla Pontificia università "San Tommaso d'Aquino" (Angelicum)[2]
- Juan Ignacio Arrieta, arcivescovo, segretario del Pontificio consiglio per i testi legislativi
- Carlos Azpiroz Costa, O.P., ex maestro generale dell'Ordine dei predicatori: conseguito un dottorato in diritto canonico alla Pontificia università San Tommaso d'Aquino (Angelicum)[3]
- Benedetto XV, Papa
- Tarcisio Bertone, cardinale segretario di Stato e camerlengo della Chiesa cattolica
- Anthony Joseph Bevilacqua, cardinale, arcivescovo emerito di Filadelfia (USA)
- Alberto Bovone, cardinale, prefetto della Congregazione per le Cause dei Santi: conseguito un dottorato in Diritto Canonico alla Pontificia Università San Tommaso d'Aquino (Angelicum)
- Seán Baptist Brady, cardinale arcivescovo di Armagh (Irlanda)
- Raymond Leo Burke, cardinale prefetto del Supremo tribunale della Segnatura apostolica, arcivescovo emerito di Saint Louis (USA)
- Nicholas P. Cafardi, preside e professore emerito di giurisprudenza della Duquesne University School of Law di Pittsburgh (USA): conseguito un dottorato in diritto canonico alla Pontificia università San Tommaso d'Aquino (Angelicum)[4]
- Carlo Caffarra, cardinale, arcivescovo di Bologna
- Darío Castrillón Hoyos, cardinale, presidente emerito della Pontificia commissione "Ecclesia Dei"
- Niccolò Copernico (Bologna)
- Monsignor Joseph Devlin, assistente professore di religione, La Salle University di Filadelfia
- Kevin John Dunn, vescovo di Hexham e Newcastle (Inghilterra): conseguito un dottorato in Diritto Canonico alla Pontificia Università San Tommaso d'Aquino (Angelicum)[5]
- Edward Michael Egan, cardinale, arcivescovo emerito di New York (USA): conseguito un dottorato in diritto canonico presso la Pontificia Università Gregoriana di Roma
- Angelo Felici, presidente emerito della Pontificia commissione "Ecclesia Dei"
- Ferme Brian Edwin, preside della Facolta di Diritto Canonico San Pio X a Venezia: conseguito un dottorato in Diritto Canonico a Roma, e un dottorato in storia medievale a Oxford.
- Georg Gänswein, monsignore, segretario privato di papa Benedetto XVI
- Bruno Bernard Heim, vescovo titolare di Xanto, nunzio apostolico emerito di Gran Bretagna, famoso araldista del XX secolo esperto in Araldica ecclesiastica
- Julián Herranz Casado, cardinale, presidente emerito del Pontificio consiglio per i testi legislativi: conseguito un dottorato in Diritto Canonico alla Pontificia Università San Tommaso d'Aquino (Angelicum)[6]
- William Henry Keeler, arcivescovo emerito di Baltimora (USA)
- Thomas Cajetan Kelly O.P., arcivescovo emerito di Louisville (USA): conseguito un dottorato in diritto canonico alla Pontificia università San Tommaso d'Aquino (Angelicum)[7]
- Giuseppe Lazzarotto, Nunzio apostolico in Australia
- Jerome Edward Listecki, arcivescovo di Milwaukee (USA): conseguito un dottorato in diritto canonico alla Pontificia università San Tommaso d'Aquino (Angelicum)[8]
- William Lyndwood, vescovo di Saint David's nel Galles
- Edward A. McCarthy, arcivescovo emerito di Miami (USA) e omonimo della scuola Archbishop Edward A. McCarthy High School a Ft. Lauderdale.
- Celestino Migliore, arcivescovo, nunzio apostolico in Polonia e in precedenza nunzio apostolico e osservatore oermanente della Santa Sede presso le Nazioni Unite
- Gerald Moverley, arcivescovo emerito di Hallam (Inghilterra): conseguito un dottorato in Diritto Canonico alla Pontificia Università San Tommaso d'Aquino (Angelicum)[9]
- David Michael O'Connell, C.M., vescovo di Trenton e presidente Emerito della Catholic University of America: conseguito un dottorato in Diritto Canonico alla Catholic University of America[10]
- Silvio Oddi, cardinale, prefetto emerito della Congregazione per il Clero: conseguito un dottorato in Diritto Canonico alla Pontificia Università San Tommaso d'Aquino (Angelicum)[11]
- Thomas John Joseph Paprocki, vescovo di Springfield in Illinois
- Paolo VI, papa: conseguì un dottorato in Diritto Canonico all'Università di Milano
- Peter David Smith, arcivescovo metropolita di Cardiff (Galles): conseguito un dottorato in Diritto Canonico alla Pontificia Università San Tommaso d'Aquino (Angelicum)[12]
- Francisco Polti Santillán, vescovo della Santiago del Estero (Argentina)
- Giovanni Battista Re, cardinale, prefetto della Congregazione per i Vescovi
- Angelo Sodano, cardinale segretario di Stato
- Symeon, metropolita della Chiesa ortodossa russa in America
- Jean-Louis Tauran, cardinale, presidente del Pontificio consiglio per il dialogo interreligioso
- Rik Torfs, professore di Diritto Canonico alla Katholieke Universiteit Leuven, senatore belga.
- Varkey Vithayathil, C.S.S.R., cardinale, arcivescovo maggiore di Ernakulam-Angamaly (India): conseguito un dottorato in Diritto Canonico alla Pontificia Università San Tommaso d'Aquino (Angelicum)[13]